# Jay Briscoe
Jay Briscoe, all'anagrafie Jamin Pugh (Salisbury, 25 gennaio 1984 – Laurel, 17 gennaio 2023), è stato un wrestler statunitense.
Noto principalmente per la militanza nella Ring of Honor, ha lottato anche nel circuito indipendente e nella New Japan Pro-Wrestling. Insieme al fratello Mark formò il tag team Briscoe Brothers.

## Carriera

### Combat Zone Wrestling (2001–2003, 2010–2012)
I fratelli Jay e Mark Briscoe debuttarono nella Combat Zone Wrestling, esattamente il 20 gennaio 2001 all'evento Delaware Invasion, perdendo un 3 on 1 handicap match contro Trent Acid. Al primo evento Best of the Best, uno show dove prendevano parte atleti di peso inferiore alle 220 libbre con stipulazioni di match in stile prettamente hardcore, Jay vinse un triple treath contro suo fratello Mark e Nick Mondo, schienando quest'ultimo. Ovviamente Jay non riuscì a vincere il torneo, ma il suo incontro fu notato dai fans e dai promoter, e questo fu considerato lo slancio di carriera per i due fratelli, che si trovarono presto ad avere ingaggi ben più importanti e prestigiosi in altri circuiti indipendenti. Il 14 luglio 2001, ad appena sette mesi dal loro debutto, sconfissero gli H8 Club conquistando i CZW World Tag Team Championship, che tuttavia persero appena due settimane dopo contro Johnny Kashmere e Justice Pain. Mentre Mark non venne inserito nelle card nei mesi successivi, Jay arrivò anche a giocarsi il CZW World Heavyweght Championship contro Justice Pain, perdendo l'incontro.

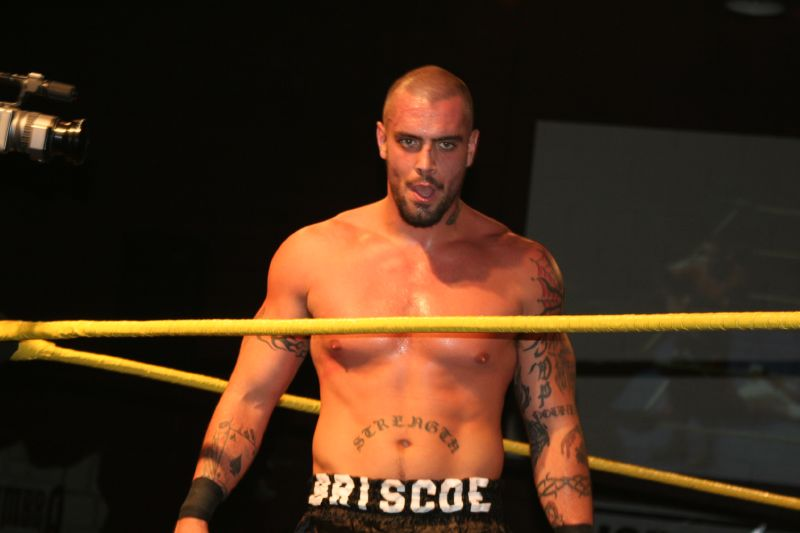
Jay Briscoe ad uno show della CZW

Fino al 2002 compreso, i fratelli furono quasi un'esclusiva della CZW, e svolgevano i loro incontri nella nuova sede di Philadelphia. Il primo incontro importante dopo il trasferimento dal New Jersey in Pennsylvania fu a Cage of Death 3 dove i Briscoe sfidarono Nick Cage e Nate Hatred. Tuttavia all'epoca, sia Jay che Mark erano minorenni, rispettivamente 17 e 16 anni, e quindi per regolamento dello Stato di Pennsylvania non potevano prendere parte ad uno show di wrestling. La CZW, che voleva assolutamente nelle card i due fratelli, fece uno strappo alla regola, "mascherando" i due, che assunsero l'identità dei Midnight Outlaws fino al compimento dei 18 anni di Jay. Mentre Mark era ancora diciassettenne, smisero di combattere in CZW per ritornarci il 12 aprile 2003, con i loro originali ring name, presero parte al Best of the Best 3, terza edizione dell'evento che li aveva lanciati nel panorama indipendente. Mentre Mark fu vittima di un infortunio in un match contro Ruckus, Jay arrivò in semifinale, dove tuttavia fu eliminato da B-Boy. A Truth or Consequences, il 14 giugno, sfidarono i Backseat Boyz per i titoli di coppia, ma non riuscirono a conquistarle. I Briscoe non apparirono più in CZW per oltre sette anni, vi fecero ritorno nel dicembre 2010, a Cage of Death XII, sfidando i neo campioni di coppia Philly's Most Wanted, con i quali iniziarono una rivalità. Nel primo incontro con le cinture in palio, i campioni vinsero per no contest, fu così che il rematch, svoltosi il 12 febbraio a Twelve: The Twelfth Anniversary Event, fu effettuato con stipulazione senza squalifiche e i Briscoe ebbero la meglio. Il regno durò appena tre mesi, quando i Philly's Most Wanted li sconfissero nuovamente.

### Jersey All Pro Wrestling (2001–2002, 2005)
Agli inizi si dividevano tra CZW e Jersey All Pro Wrestling e il 14 marzo 2001 disputarono il loro primo match perdendo contro Insane Dragon e Dixie. Ancora minorenni, fecero altre tre apparizioni nel 2001 nella JAPW, in una delle quali sfidarono anche Dragon e Dixie per il JAPW Tag Team Championship, ma persero. Il destino volle che l'anno successivo, il solo Jay Briscoe facesse ritorno nella JAPW alleandosi proprio con Insane Dragon. Il 13 luglio 2002, vinsero i titoli di coppia schienando simultaneamente i membri della Da Hit Squad. Il fratello Mark Briscoe formò allora un tag team con Deranged e si affrontarono in un TLC Match a tre, con quest'ultimi, i campioni in carica e la Da Hit Squad. Fu proprio la Squad a vincere e a riprendersi le corone.
Dopo questa breve parentesi di separazione, nel 2005 tornarono ancora in federazione per un TLC Match per i titoli di coppia, ma persero contro Teddy Hart e Homicide. Allo show successivo, la candidatura di primi sfidanti ai titoli si giocava tra i Briscoe e la S.A.T, i Briscoe persero il match e l'opportunità di giocarsi il match per le cinture.

### Ring of Honor

#### Debutto e Tag Team Champions (2002-2004)
I Briscoe debuttarono in Ring of Honor in due momenti separati, nel suo primo match singolo per la promotion di Philadelphia, Jay perse contro Amazing Red. Mark lo accompagnò nel match, ma non avrebbe potuto in alcun modo combattere poiché nel 2002 era sempre minorenne. Jay lottò nel frattempo altri incontri per la ROH contro Spanky, Tony Mamaluke, Doug Williams e James Maritato. Nell'evento Honor Invades Boston, debuttò anche Mark e i due fratelli si sfidarono, a prevalere fu Jay. Fu questo il principio di un feud familiare che portò Jay a gravitare anche intorno al titolo ROH; infatti, appena diciannovenne, riuscì a sconfiggere Xavier che all'epoca deteneva la cintura massima, nella prima edizione di Glory By Honor. A All-Star Extravaganza, tuttavia, con la corona messa in palio, Jay venne sconfitto. La faida tra Mark e Jay nel frattempo continuava e ai due fu concesso di scegliersi un tag team partner per affrontarsi in un match di coppia. Jay scelse Amazing Red, Mark optò invece per Christopher Daniels. L'incontro si risolse in un nulla di fatto, infatti nessuno dei fratelli fu schienato o sottomesso poiché Daniels effettuò lo schienamento vincente su Red. Al First Anniversary Show, fu allora deciso il match singolo tra i Briscoe che vede prevalere ancora una volta Jay. Nel frattempo Mark si era legato a Christopher Daniels e sembrava potesse entrare ufficialmente da un momento all'altro nella sua stable, "The Prophecy", tuttavia questo mai avvenne e una volta conclusa la rivalità, Jay e Mark tornarono a lottare insieme.
Riuniti e più forti di prima, nel 2003 iniziarono a sfidare AJ Styles e Amazing Red per i titoli di coppia ROH, perdendo per tre volte di fila, nell'ordine a Night of Champions, The Epic Encounter e Death Before Dishonor, dove fu scelto di dare loro l'ultima opportunità poiché con tre vittorie di fila, la superiorità dei campioni era evidente ed era giunto il momento di lasciare spazio ad altri pretendenti. Tuttavia, un sondaggio rivelò che il pubblico voleva vedere un ulteriore match per il titolo. Questo non si disputò, ma il sondaggio si rivelò importante per influenzare le scelte del booking team. A Beating the Odds, Mark sconfisse il veterano B.J. Whitmer mentre Jay vinse un Fatal 4-Way contro Samoa Joe, Chris Sabin e A.J. Styles, diventando primo sfidante al titolo ROH. Samoa Joe, l'allora campione, sconfisse tuttavia a Tradition Continues Jay Briscoe.
Poco prima di Glory By Honor 2, il titolo di coppia venne reso vacante poiché Amazing Red subì un brutto infortunio al ginocchio. All'evento, fu dunque organizzato un gauntlet match per le cinture vacanti: i Briscoe eliminarono gli Special K (Hydro & Angeldust) e anche i Ring Crew Express, ma vennero eliminati da ultimo da Izzy e Dixie, che vinsero le cinture. Venne poi avviata una storyline secondo la quale Izzy e Dixie avevano violato le regole di combattimento nel Gauntlet, e così Jay e Mark si appoggiarono a Jim Cornette, che voleva vedere effettivamente i Briscoe con le cinture alla vita. Una volta attaccato Samoa Joe, che avrebbe potuto interferire nell'incontro, i Briscoe sconfissero facilmente Izzy e Dixie conquistando per la prima volta i ROH World Tag Team Championship. Dall'attacco scaturì comunque una rivalità con Joe; quest'ultimo cercò a lungo vari partner per provare a strappare i titoli ai fratelli, prima con AJ Styles, poi con Bryan Danielson e Jerry Lynn. Tutti gli assalti fallirono, mentre Jay e Mark ricevettero l'opportunità prima uno, e poi l'altro, di conquistare il ROH World Championship proprio da Joe ma, esperti di lotta di coppia quali erano, singolarmente nulla poterono contro il campione. Comunque, il match contro Jay è ancora ricordato come uno dei migliori Steel Cage Match della storia della federazione.
A Reborn: Stage Two, i fratelli persero i titoli contro CM Punk e Colt Cabana. Il 15 maggio 2004, allo show successivo a Reborn, le cinture vennero prima vinte da BJ Whitmer e Dan Maff, poi di nuovo dai Briscoe e, nell'ultimo incontro, da Punk e Cabana. Per partecipare al torneo di wrestling singolo "Survival of the Fittest", i fratelli si divisero momentaneamente: Mark avanzò di un turno sconfiggendo Alex Shelley, Jay invece venne subito eliminato da Homicide. La rivalità con Punk e Cabana finì a Death Before Dishonor II con la vittoria dei primi. Jay e Mark persero anche i loro match singoli nel corso della serata contro Ricky Reyes e Rocky Romero.

#### Ritorno e record regni titolati (2006-2013)
I Briscoe ritornarono nella federazione di Philadelphia in occasione dello show per il quarto anniversario, concentrandosi subito sulla riconquista dei titoli di coppia. Per le cinture iniziarono quindi una rivalità contro Austin Aries e Roderick Strong, ma proprio come tre anni prima, persero ben tre incontri titolati. Fu così che ritornarono alla corte di Jim Cornette, lottando match contro i nemici di quest'ultimo per ingraziarsi i suoi favori, principalmente Homicide e ancora Samoa Joe. I fratelli li sfidarono in un Falls Count Anywhere match a Dethroned. Ebbero anche delle rivalità con Kenta, Davey Richards e Naomichi Marufuji, sfidando Kenta e Richards a Time to Man Up e Kenta e Marufuji a Glory By Honor V.
A Fifth Year Festival: Chicago, Jay e Mark sconfissero Christopher Daniels ed Evan Bourne vincendo ancora i ROH World Tag Team Championship. Il regno fu breve e nella loro prima difesa dovettero cederli a Naruki Doi e Shingo Takagi. A All Star Extravaganza III, rivinsero le cinture ma nel corso dell'incontro, Mark si infortunò seriamente effettuando una Shooting Star Press, fu così portato in ospedale, dove rimase per due notti prima di essere rilasciato. L'infortunio apparve in realtà più grave di quanto fosse stato realmente, e appena due settimane dopo, Mark fece il suo ritorno aiutando Jay e Erick Stevens nel loro match contro Kevin Steen e El Generico. Nel breve periodo di assenza, Jay si era dato da fare per trovare un nuovo compagno con cui combattere e l'aveva trovato in Stevens, ma quando Mark ritornò, abbandonò Stevens sul ring mentre veniva attaccato dai membri della stable No Remorse Corp. Tornati insieme, sfidarono più volte Steen e Generico, non prima di aver mantenuto le corone di coppia contro Claudio Castagnoli ed Evan Bourne nel corso del primo pay-per-view della ROH, Respect is Earned. La rivalità con Steen e Generico si alimentava, sfociò anche in una rissa nel backstage. A Driven, i fratelli mantennero i titoli, nonostante i ripetuti attacchi di Steen con una scala. Anche a Caged Rage, in uno Steel Cage appunto, e nel primo Ladder Match della storia della ROH all'evento Man Up, i Briscoe riuscirono a prevalere. 

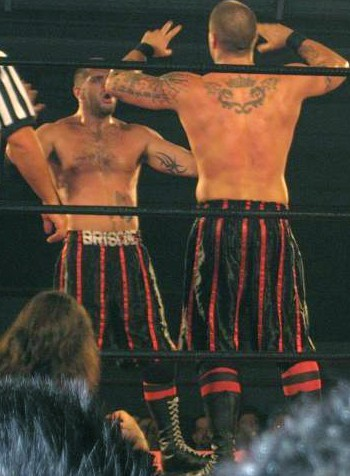
I Briscoe durante un House Show nel 2006.

Archiviata la pratica Steen e Generico, fu Jimmy Jacobs insieme agli altri membri della The Age of the Fall, a prendersela con loro, attaccandoli subito dopo la vittoria del loro ladder match. In questo periodo, Mark soffrì un piccolo infortunio causato da un incidente motociclistico che si risolse però in tempi brevi. Jay nel frattempo riuscì a sconfiggere uno dei membri della stable di Jacobs, Necro Butcher in un incontro uno contro uno. Dopo aver difeso le corone il 30 novembre 2007 contro Davey Richards e Rocky Romero, le persero contro Seth Rollins e Jimmy Jacobs a Final Battle 2007, salvo riconquistarle il 12 aprile 2008 a Injustice da Richards e Romero. La stable dei The Age of the Fall poteva infatti difendere i titoli con la Freebird Rule. Il 20 aprile, sul sito della ROH, venne riportato di un nuovo infortunio di Mark, Jay poté così scegliere un nuovo tag team partner per il regno di coppia e scelse Austin Aries, con il quale sconfisse Rollins e Jacobs il 10 maggio. Successivamente, all'evento New Level, i titoli vennero dichiarati vacanti. Mark ritornò attivamente sul ring il 25 luglio, lottando insieme a Jay ed Aries per sconfiggere la Age of the Fall in un No DQ Match. A Final Battle 2009, i Briscoe divennero per la sesta volta campioni di coppia, record storico, sconfiggendo gli American Wolves, Davey Richards ed Eddie Edwards. Circa quattro mesi dopo, li persero contro i Kings of Wrestling (Chris Hero e Claudio Castagnoli). Quando sembrava che potessero partire per una federazione come la WWE o la TNA, ecco che il 23 agosto 2010, la Ring of Honor annunciò l'estensione del contratto per i due fratelli. La faida con Hero e Castagnoli arrivò fino a Final Battle 2010, quando in un 6-man tag team match, Jay, Mark e Mike "Papa" Briscoe sconfissero Castagnoli, Hero e il loro manager Shane Hagadorn. Il 19 marzo, a Manhattan Mayem IV, i Briscoe effettuarono un Turn Heel storico, infatti erano sempre stati nel corso degli anni dei Face. Proprio contro una coppia dalla parte dei buoni, quella di Kenny King e Rhett Titus, ebbero una rivalità che li portò a diventare primi sfidanti ancora una volta alle cinture di coppia. Dopo aver di nuovo perso gli allori contro Haas e Benjamin a Border Wars 2012, li rivinsero a Final Battle 2012, un pay-per-view fortunato per i fratelli, sconfiggendo in un Triple Treath Jimmy Jacobs e Steve Corino e Caprice Coleman e Cedric Alexander. Il loro ottavo e per adesso ultimo regno, si è concluso nel marzo 2013 per mano di Bobby Fish e Kyle O'Reilly.

#### ROH World Champion; rivalità con Adam Cole (2013-2015)

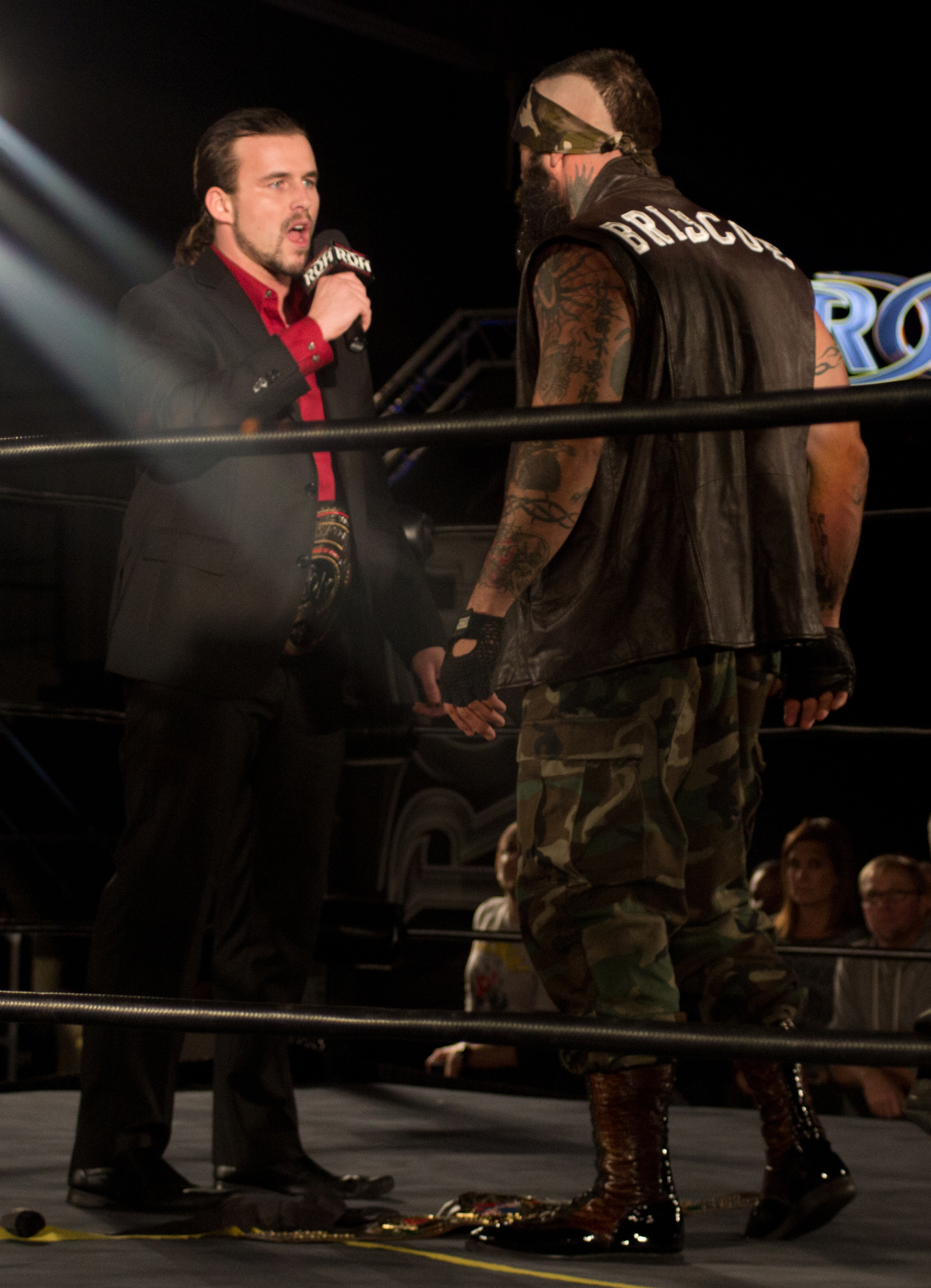
Jay Briscoe in un confronto con Adam Cole. Nella foto si vede la cintura di campione ROH originale alla vita di Cole, mentre quella introdotta da Briscoe giace sul tappeto del ring.

Inaspettatamente, il 5 aprile a Supercard of Honor VII, Jay Briscoe sconfisse Kevin Steen conquistando il ROH World Championship, primo titolo in singolo di rilievo per il wrestler. Lo mantenne contro Adam Cole a Border Wars e contro Mark Briscoe a Best in the World 2013. Dopo aver sconfitto anche Matt Hardy, la Ring of Honor mise in scena un angle per simulare l'infortunio di entrambi i fratelli (Kayfabe).
Il 25 giugno la ROH annunciò il mancato rinnovo del contratto per Jay Briscoe e il 3 luglio la federazione lo privò del titolo. Dopo un periodo di pausa, dovuto a dei problemi con pratiche contrattuali, a Death Before Dishonor XI, consegnò la cintura di campione al vincitore del torneo indetto per l'assegnazione dopo che era stato reso vacante, Adam Cole, che in tutta risposta lo attaccò alle spalle. Fu l'inizio di una storyline secondo la quale Jay presentò una sua nuova versione dell'alloro ROH, chiamato "Real World Title", autoproclamandosi vero campione. A Final Battle 2013, Briscoe non riuscì a vincere il ROH World Championship, venendo sconfitto da Adam Cole e Michael Elgin in Triple Treath Match. L'8 febbraio 2014, Jay sconfisse Cole in un incontro per mantenere la nuova versione della cintura, che venne poi unificata a quella originale in un Ladder Match il 4 aprile a Supercard of Honor VIII, dove a prevalere fu Cole grazie alle interferenze di Matt Hardy e Mike Bennett. Riunitosi con Mark, partecipò all'evento organizzato dalla ROH insieme alla New Japan Pro-Wrestling, chiamato War of the Worlds, ma lì non riuscono a vincere gli IWGP Tag Team Championship da Karl Anderson e Luke Gallows. Il 6 settembre, a All Star Extravaganza 6, Jay Briscoe sconfisse Michael Elgin riconquistando il titolo ROH, diventando il primo wrestler di sempre ad averlo detenuto per più di una volta. La lunga rivalità con Adam Cole finì a Final Battle 2014, dove Briscoe prevalse in un Fight Without Honor Match. Il 1º marzo 2015, Jay si rese partecipe di un bel match, con stipulazione Fatal 4-Way Elimination, contro Michael Elgin, Tommaso Ciampa e Hanson, e nell'occasione mantenne saldo alla vita il titolo. Un'altra difesa importante poi il 27 marzo contro Samoa Joe. Perse il titolo dopo nove mesi di regno per mano di Jay Lethal.

### New Japan Pro Wrestling (2016-2023)

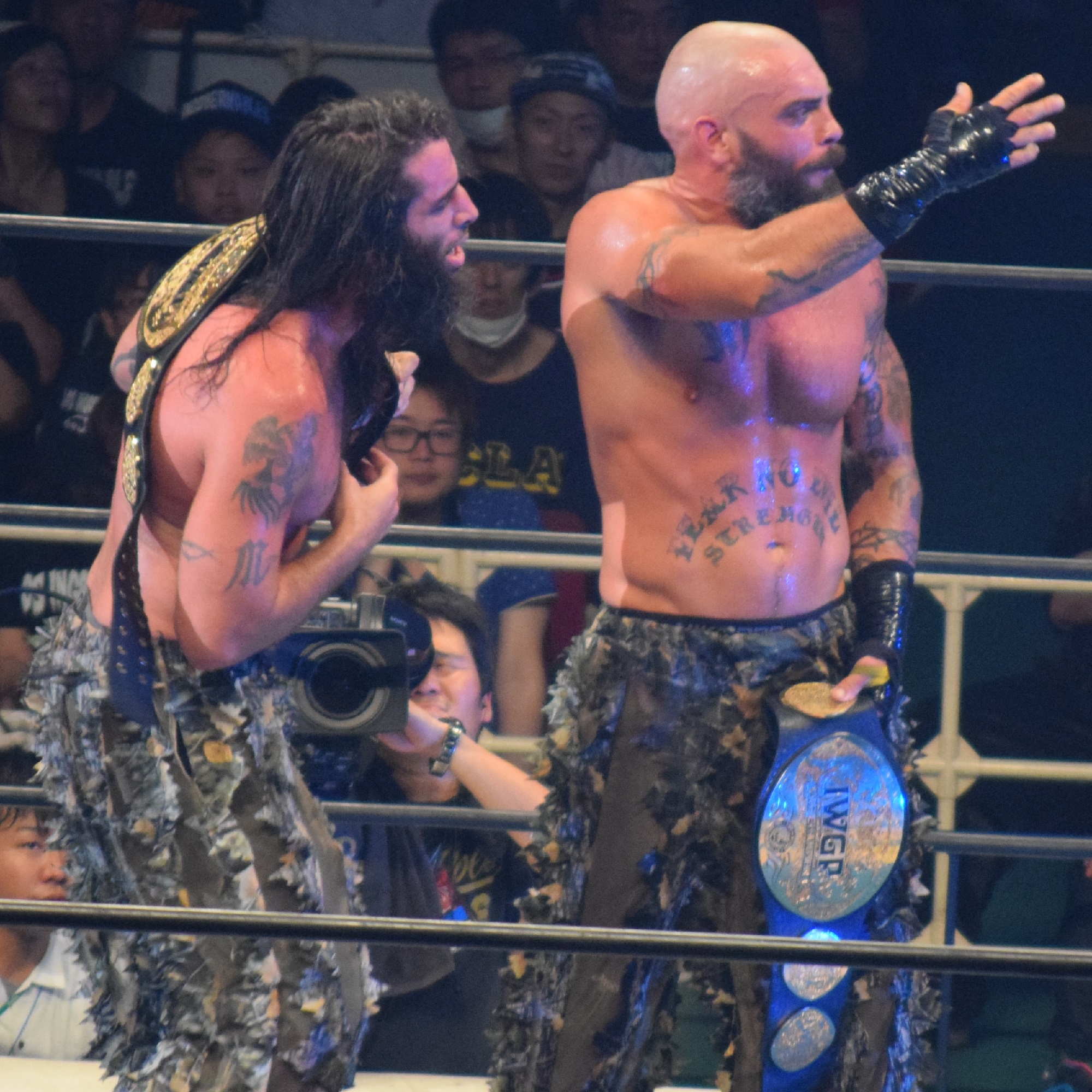
I Briscoe Brothers con i NJPW Tag Team Championship

In seguito alla partnership tra ROH e New Japan Pro-Wrestling, Mark e Jay Briscoe ricevettero un pass per combattere liberamente anche in Giappone. Così debuttarono il 4 gennaio 2016 a Wrestle Kingdom 10 a Tokyo, in squadra con Toru Tano per sconfiggere i Bullet Club (Bad Luck Fale, Tama Tonga e Yujiro Takahashi), diventando i primi NEVER Openweight 6-Man Tag Team Champions. Difesero con successo le corone appena conquistate il giorno seguente, contro un'altra formazione schierata dai Bullet Club, composta stavolta da Fale e gli Young Bucks. L'11 febbraio, persero le tre cinture contro Fale, Tonga e Takahashi, salvo riprendersele tre giorni dopo. Il 20 febbraio, ad uno show della ROH, vennero sconfitti in un incontro con i titoli in palio da Kenny Omega e gli Young Bucks. Il 19 giugno ritornarono dopo qualche mese di assenza in NJPW dove sconfissero Tama Tonga e Tanga Roa per gli IWGP Tag Team Championship.

## Morte
Briscoe è morto il 17 gennaio 2023 in un incidente stradale. Aveva 38 anni.

## Vita privata
Jay era sposato con Ashley ed aveva tre figli, Gannon, Jayleigh e Grace.
Nel maggio 2013, ci fu una controversia sul suo account Twitter quando inveì contro chi cercava di insegnare a sua figlia che i matrimoni omosessuali fossero giusti. In precedenza, si era già reso protagonista di commenti sprezzanti verso gli omosessuali. In seguito alla vicenda, Pugh porse le sue scuse sia sul sito della Ring of Honor, sia durante un house show, dichiarando che quelle erano parole di "Jay Briscoe", del suo personaggio all'interno dell'industria wrestling, e non di Jamin Pugh. A dimostrazione delle sue scuse, Pugh accettò di donare lo stipendio dei due show successivi all'associazione Partners Against Hate (PAH).

## Personaggio

### Mosse finali
- Crucible (sitout suplex slam)
- Jay-Driller (double underhook piledriver)
- Military press in un death valley driver
- Diving senton

### Manager
- Jim Cornette
- Uncle Jethro
- Poppa Briscoe

### Musiche d'ingresso
- Gimme Back My Bullets dei Lynyrd Skynyrd (usata nel team con Mark Briscoe)
- The Cross di Nas (usata nel team con Mark Briscoe)
- Reach for the Sky di Adam Massacre

## Titoli e riconoscimenti
- Combat Zone Wrestling
  - CZW World Tag Team Championship (2) - con Mark Briscoe

- Extreme Rising
  - Match of the Year (2012) - con Mark Briscoe contro The Blk Out e Los Dramáticos
  - Extreme Rising Moment of the Year (2012) - con Mark Briscoe al debutto in un cage Match contro Blk Out e Los Fantásticos

- Full Impact Pro
  - FIP Tag Team Championship (1) - con Mark Briscoe

- Impact Wrestling
  - Impact World Tag Team Championship (1) - con Mark Briscoe

- Jersey All Pro Wrestling
  - JAPW Tag Team Championship (1) - con The Insane Dragon

- New Japan Pro-Wrestling
  - IWGP Tag Team Championship (1) - con Mark Briscoe
  - NEVER Openweight 6-Man Tag Team Championship (2) - con Mark Briscoe (1) e Toru Yano (1)

- NWA Wildside
  - NWA Wildside Tag Team Championship (1) - con Mark Briscoe

- Premier Wrestling Federation
  - PWF United States Heavyweight Championship (1)
  - PWF United States Heavyweight Championship Tournament (2009)

- Pro Wrestling Noah
  - GHC Junior Heavyweight Tag Team Championship (1) - con Mark Briscoe

- Pro Wrestling Unplugged
  - PWU Tag Team Championship (1) - con Mark Briscoe

- Real Championship Wrestling
  - RCW Tag Team Championship (1) - con Mark Briscoe
  - RCW Tag Team Championship Tournament (2009) – con Mark Briscoe

- Ring of Honor
  - ROH World Championship (2)
  - ROH World Tag Team Championship (13) - con Mark Briscoe
  - ROH Hall of Fame (classe del 2022)[3]

- Squared Circle Wrestling
  - 2CW Tag Team Championship (1) - con Mark Briscoe

- USA Xtreme Wrestling
  - UXW Tag Team Championship (1) - con Mark Briscoe

- Wrestling Observer Newsletter awards
  - Tag Team of the Year (2007) – con Mark Briscoe

- Pro Wrestling Illustrated
  - 7º tra i 500 migliori wrestler singoli nella PWI 500 (2015)